# HI! Calorie
『HI! Calorie』（ハイ！カロリー）は、2009年4月4日から2014年4月19日までCROSS FMで放送されていたワイド番組である。CROSS FM本社のYU YU HOME STUDIOからの生放送。
ナビゲーターは八木徹と小坂真琴で、2人が最新のエンターテイメント情報や街の情報を音楽とともに紹介していた。コンセプトは「カロリーを消費しながら、摂取しながら喋るだけで痩せられるのか？」。

## 放送時間
いずれも日本標準時。音楽イベント『ミュージックシティ天神』の中継特番がある日には13:00からの放送となった。
- 土曜 12:00 - 17:00 （2009年4月4日 - 2014年1月25日）
- 土曜 12:00 - 16:00 （2014年2月1日 - 2014年4月19日） - 4時間枠に縮小。

## タイムテーブル
| 時間  | コーナー                         |
| ----- | -------------------------------- |
| 12:10 | ジャングル・ジェネレーション     |
| 12:44 | music forest                     |
| 13:00 | HEADLINE NEWS （ニュース）       |
| 13:02 | WEATHER INFORMATION （気象情報） |
| 13:03 | TRAFFIC INFORMATION （交通情報） |
| 13:10 | 八木えもんからの挑戦状           |
| 13:44 | music forest                     |
| 14:00 | HEADLINE NEWS （ニュース）       |
| 14:02 | WEATHER INFORMATION （気象情報） |
| 14:03 | TRAFFIC INFORMATION （交通情報） |
| 14:10 | 実録！小倉事変                   |
| 14:44 | music forest                     |
| 15:00 | HEADLINE NEWS （ニュース）       |
| 15:02 | WEATHER INFORMATION （気象情報） |
| 15:03 | TRAFFIC INFORMATION （交通情報） |
| 15:10 | 小坂真琴の学べないニュース       |
| 15:44 | music forest                     |
| 16:48 | エンディング・トーク             |
| 16:57 | GREEN LINE                       |

## コーナー
ジャングル・ジェネレーション
いろいろな世代の統計調査などから、その世代の傾向や考え方を学ぶコーナー。
八木えもんからの挑戦状
八木扮する「八木えもん」がリスナーにこれから起こる事に対してクイズを出し、正解できるかを競うコーナー。時間になると何故か遅刻もせずにやってきて、個人所有のヘリコプターでクロスFMのヘリポートでわざわざやって来た事を、自慢し話す時はとても横柄で態度がでかく、誰もが知っている有名人と友達か、又は自分の頼みごと(本人は命令のつもり)を何時でも聞いてくれる程の間柄であることを自慢げに話し、彼の迎え役の小坂の名前を、「ま」から始まる言葉で無理矢理言い間違える事を常としている。
実録！小倉事変
かなり昔からつい最近まで、小倉で起こったいろんな出来事を学ぶコーナー。
小坂真琴の学べないニュース
現役女子大生の小坂真琴が、世間の常識や大人なら知っていて当たり前の事を、全くと言っていい程知らない状態の上で、リスナーからの質問メールや、八木からの質問に彼女なりの理屈などを付けて答えていくコーナー。